# متحف بيتون المستوطنين
متحف بيتون المستوطنين (بالإنجليزية: Petone Settlers Museum)‏ هو متحف تاريخي محلي يقع في النصب التذكاري للقرن في ويلينغتون، وهو مبنى تاريخي في بيتون، لور هوت، نيوزيلندا. وقد شيد المبنى أصلا للاحتفال بالذكرى المئوية لمقاطعة ويلينغتون؛ افتتح المتحف في المبنى في عام 1977. تم تجديد المبنى على نطاق واسع في عام 2016.

## الموقع

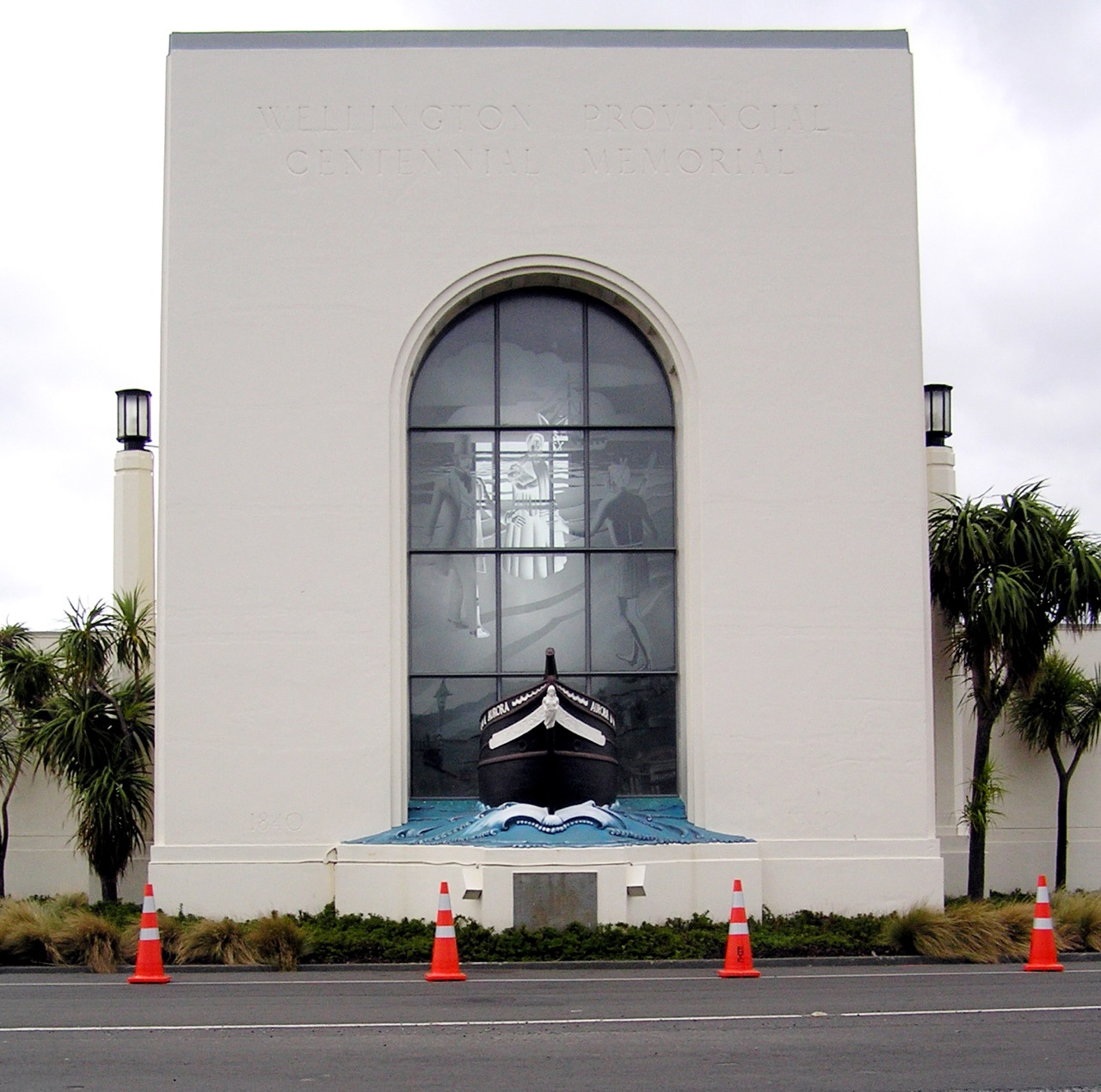
المتحف المستوطنيين بيتون في 2005

يقع مبنى التذكاري الريفي المؤي (الذكرة المؤية) على بيتون (في الأصل «بيتو-وان» أو «نهاية الشاطئ الرملي»)، ويذكر النصب التذكاري الموقع الذي رحب فيه الماوري المحلي بأول سفينة تحمل المستوطنين البريطانيين المنظمين إلى ويلينغتون في 22 يناير 1840.
موقع المبنى تقريبي، وليس دقيقا.
وقد قام زعماء محليون من جماعة تي آتي أوا، بمن فيهم تي بوني وتي واريبيوري، ببيع مساحات من الأراضي حول ميناء ويلينغتون إلى شركة نيوزيلندا لتوفير الأرض للاستيطان.
وقد بنيت التسوية الأصلية بالقرب من تي بوني با في بيتون.

## المباني

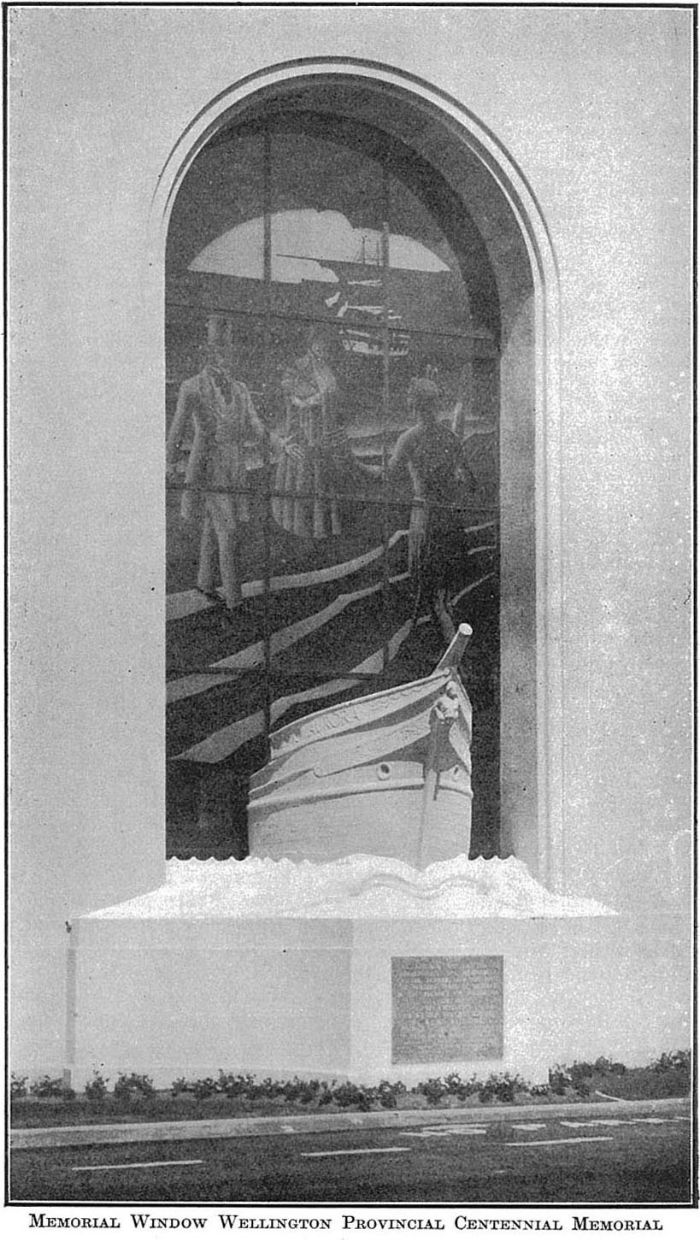
المعلم التاريخي لذكرى المؤية في ويلينغتون أورورا 1940

وابتداء من منتصف الثلاثينيات من القرن الماضى، خططت الحكومة النيوزيلندية بقيادة حزب العمل للاحتفال بالذكرى المائة لتوقيع معاهدة وايتانغي.

وفي حين كان معرض الذكرى المئوية لنيوزيلندا في ضاحية رينغوتاي في ويلينغتون الحدث الرئيسي المئوي، فقد أتيحت الأموال للنصب التذكارية والأحداث الإقليمية، بما في ذلك بناء النصب التذكاري للذكرى المئوية لمقاطعة ويلينغتون على شاطئ بيتون فورشور.
وعقدت مسابقة وطنية للعثور على التصميم النهائي للمبنى، وحكم المهندس المعماري ويلينغتون وليام جراي يونغ. وكان الفائز هو المهندس المعماري القائم على أوكلاند هوراس لوفيل ماسي (1895-1979). حصل ماسي على الميدالية الذهبية لنزيا لهذا التصميم.
يصف المؤرخ غافن ماكلين المبنى بأنه «النصب التذكاري لمقاطعة ويلينغتون ولكن في نواح كثيرة نصب نيوزيلندا للمسعى الرائد» و «احتفال دائم للرائد».
وتجمع عمارة النصب التذكاري بين زخارف كلاسيكية وفن آرت ديكو.
وتحيط قاعة ذكريات مركزية بغرفتين تم تصميمهما في الأصل على شكل غرف تغيير الذكور والإناث لأغراض المبنى الإضافية كجناح للاستحمام.
الملامح الرئيسية للمبنى هي نافذة زجاجية رملية كبيرة ونسخة طبق الأصل من الحجر من بروو السفينة أورورا (أول سفن المستوطنين في نيوزيلندا للوصول إلى ولينغتون) في قاعدة النافذة التي تواجه الشارع. في 18 ديسمبر 1938، كتب إيفور تي بوني، وهو من نسل رئيس تي بوني، رسالة إلى رئيس الوزراء يطلب فيها أيضا أن يتذكر شعب الماوري الذي «أعطى» قبل مائة عام. وكانت نتيجة هذه الرسالة تصوير تي بوني على نافذة الزجاج اللطخ الذي يمد يده في الترحيب بالمستوطنين الجدد، ويمثلهم رجل يرتدي بدلة، وامرأة تحمل طفلا.
تم افتتاح النصب التذكاري رسميا في 22 يناير 1940 في حفل أقامه رئيس الوزراء بيتر فريزر والحاكم العام اللورد غالواي.

## متحف بيتون المستوطنين
التفريغ من مسلخ كبير في بيتون فورشور، مصنع اللحوم والعتاد، جعل السباحة في شاطئ بيتون لا تحظى بشعبية وأجنحة الاستحمام سقطت في حالة سيئة.
في عام 1977 تم تحويل جناح الاستحمام الغربي إلى متحف بيتون المستوطنين. وبعد عامين، امتد المتحف إلى جناح الاستحمام الشرقي.
اليوم المتحف هو مستودع للمعلومات والأشياء المتعلقة بتاريخ ماوري وباكيها الاستيطان في المنطقة المحيطة بها، فضلا عن التاريخ الاجتماعي والثقافي والرياضي والصناعي من بيتون.
في عام 2016 خضع المتحف لتجديد كبير في كل من الخارج والداخلية. وخصصة التجديد بـ250،000 دلار لاعادة الشكل الأصلي والمظهر من المبنى. وقد أعيد تركيب ميزات مثل الشوايات الخرسانية الزخرفية واستعيد المبنى إلى لونه الأصلي.
وتمت إعادة فتح الواجهة الأمامية للشاطئ في الجزء الخلفي من المبنى، وتم استبدال الطلاء الملون الذي تم تطبيقه على سفينة السفينة ومنحوتات التفاف الأسفل على السطح الخارجي للمبنى بظلال كريم، وعادتها إلى حالتها الأصلية أحادية اللون.

في حين تم تنفيذ المشروع، اكتشف المقاولون حمامات القدم المبلطة الأصلية التي كان السباحون على المشي للوصول إلى تغيير الغرف. أعيد افتتاح المتحف في 29 مايو 2016 مع يوم عائلي مفتوح للاحتفال بالتجديد. كما أنفق مبلغ 75,000 دولار على تجديد مساحات المعارض في الداخل.